# Spilosoma baibarana
Spilosoma baibarana är en fjärilsart som beskrevs av Matsumura 1927. Spilosoma baibarana ingår i släktet Spilosoma och familjen björnspinnare. Inga underarter finns listade i Catalogue of Life.